# Roland Wöller
Roland Wöller (* 19. července 1970 Duisburg) je saský politik za CDU. V letech 2007–2008 zastával post saského státního ministra životního prostředí a zemědělství, následně v letech 2008–2012 funkci saského státního ministra školství a sportu a v letech 2017–2022 úřad saského státního ministra vnitra.

## Život
Po absolvování střední školy v Heilbronnu v roce 1990 studoval obor bankéř při Dresdner Bank, pro kterou poté pracoval ve Freibergu, Görlitzu a Tokiu. V roce 1999 promoval na Technické univerzitě v Drážďanech v oboru obchodní administrativy a ekonomiky. Od února do října 1999 byl vedoucím správního úřadu na Saském státním ministerstvu školství. Na základě studia u Ulricha Klugeho na Katedře historie Filozofické fakulty drážďanské technické univerzity získal roku 2002 doktorát filosofie. V letech 2003–2006 působil jako zastupující profesor na Vysoké škole techniky a ekonomie v Drážďanech. Od roku 2006 do února 2015 zde působil jako profesor ekonomie a ekonomiky životního prostředí. Od roku 2007 byl jako člen vlády ze svých vysokoškolských funkcí uvolněn.
V roce 2008 se objevilo podezření, že jeho disertační práce je plagiátem. V roce 2011 poukázala komise Filozofické fakulty Technické univerzity v Drážďanech na jisté shody mezi diplomovou prací jiného studenta a Wöllerovou disertační prací, doktorský titul mu však nebyl odebrán. Následně se od něj však jeho školitel z doby doktorského studia veřejně distancoval a nazval ho šarlatánem.
Roland Wöller se hlásí k evangelicko-luterskému vyznání. Je ženatý s Corinnou Franke-Wöller, mají spolu jedno dítě a žijí ve Freitalu.

## Politika
Wöller je od roku 1987 členem Junge Union a od roku 1988 také CDU. V letech 1995–1999 byl předsedou regionálního sdružení Junge Union Saska a Dolního Slezska a od roku 1995 je členem zemského výkonného výboru CDU. Od roku 1999 byl okresním předsedou CDU Weißeritzkého okresu a od 22. září 2007 CDU zemského okresu Saské Švýcarsko-východní Krušné hory. Do roku 2010 byl také členem okresních sněmů Weißeritzkého okresu a zemského okresu Saské Švýcarsko-Východní Krušné hory.
Ve 3. zemských volbách v Sasku v roce 1999 byl Wöller poprvé zvolen poslancem Saského zemského sněmu. Od roku 2004 zastupoval volební obvod Weißeritzký okres 1, po okresní reformě přejmenovaný na Saské Švýcarsko-Východní Krušné hory 1. V zemském sněmu vedl od roku 2002 pracovní skupinu parlamentní frakce CDU pro vědu a univerzity, kulturu a média.
Dne 25. září 2007 jej předseda vlády Georg Milbradt vybral do své druhé vlády jako saského státního ministra životního prostředí a zemědělství. Během této doby došlo k aféře s dovážením italského odpadu do Saska a jeho nesprávnému skladování a zpracování. Německá organizace na ochranu životního prostředí Deutsche Umwelthilfe ho v té době obvinila z nepravdivých prohlášení. Milbradtův nástupce Stanisław Tilich jej ve svém prvním kabinetu 17. června 2008 jmenoval saským státním ministrem školství. Jako saský státní ministr školství a sportu pokračoval ve funkci od 30. září 2009 i v Tilichově druhé vládě. Dne 20. března 2012 však na funkci rezignoval, protože nesouhlasil se školskou politikou a rozpočtovými škrty nastavenými Saskou státní vládou.
V 6. saských zemských volbách byl v roce 2014 byl znovu zvolen přímým hlasováním do zemského sněmu se ziskem 45,1 % prvních hlasů. V 6. volebním období zde působil jako předseda Výboru pro hospodářství, práci a dopravu. Dne 18. prosince 2017 jej nový saský předseda vlády Michael Kretschmer jmenoval do své první vlády na pozici saského státního ministra vnitra. Během Wöllerova funkčního období přijal zemský sněm nový saský policejní zákon, který vstoupil v platnost 1. ledna 2020. Od předchozího jednotného policejního zákona bylo upuštěno a byl nahrazen zákonem o úkolech, organizaci, pravomocích a zpracování údajů policejních orgánů na jedné straně a zákonem o výkonu policejní služby na straně druhé. Mezi hlavní novinky patřilo zavedení tělní kamery, cílené potírání přeshraniční kriminality a vybavení speciálních policejních jednotek tasery, kulomety a ručními granáty. Městským policistům bylo zakázáno používat tasery. Členové parlamentních frakcí Svaz 90/Zelení a Die Linke přijaté změny napadli u saského ústavního soudu.
V 7. saských zemských volbách v roce 2019 byl ve volebním obvodu Saské Švýcarsko-Východní Krušné hory 1 s 38,8 % přímých hlasů opět zvolen poslancem Saského zemského sněmu. Ve druhé vládě Michaela Kretschmera byl 20. prosince 2019 znovu jmenován do funkce saského státního ministra vnitra. Dne 22. dubna 2022 byl premiérem Kretschmerem z této funkce odvolán. Jeho nástupcem se stal Armin Schuster. Odvolání předcházela řada krizí a skandálů, zejména v rámci saských bezpečnostních orgánů.